# Nefrotoxicitate
Nefrotoxicitatea implică o afectare la nivel renal și poate să fie indusă prin tratament medicamentos. Poate avea cauze și forme multiple, iar unii compuși pot produce lezarea renală prin mai multe mecanisme.

## Exemple
Următorii compuși sunt nefrotoxine:
- Sărurile de plumb, mercur și cadmiu[1]
- Ciclosporină și tacrolimus[4]
- Antibioticele aminoglicozidice[5]